# Río Orza
El río Orza es un pequeño y corto río de montaña de España que corre por la vertiente sur de la cordillera Cantábrica, un afluente de la cuenca alta del Esla —a su vez afluente del Duero— que desagua en el embalse de Riaño. El río, que no alcanza los 15 km de longitud, discurre por la comarca leonesa de Valdeburón, en un valle de paisaje montañoso y boscoso de robles y hayas, provisto también de praderas de pastizales.

## Geografía

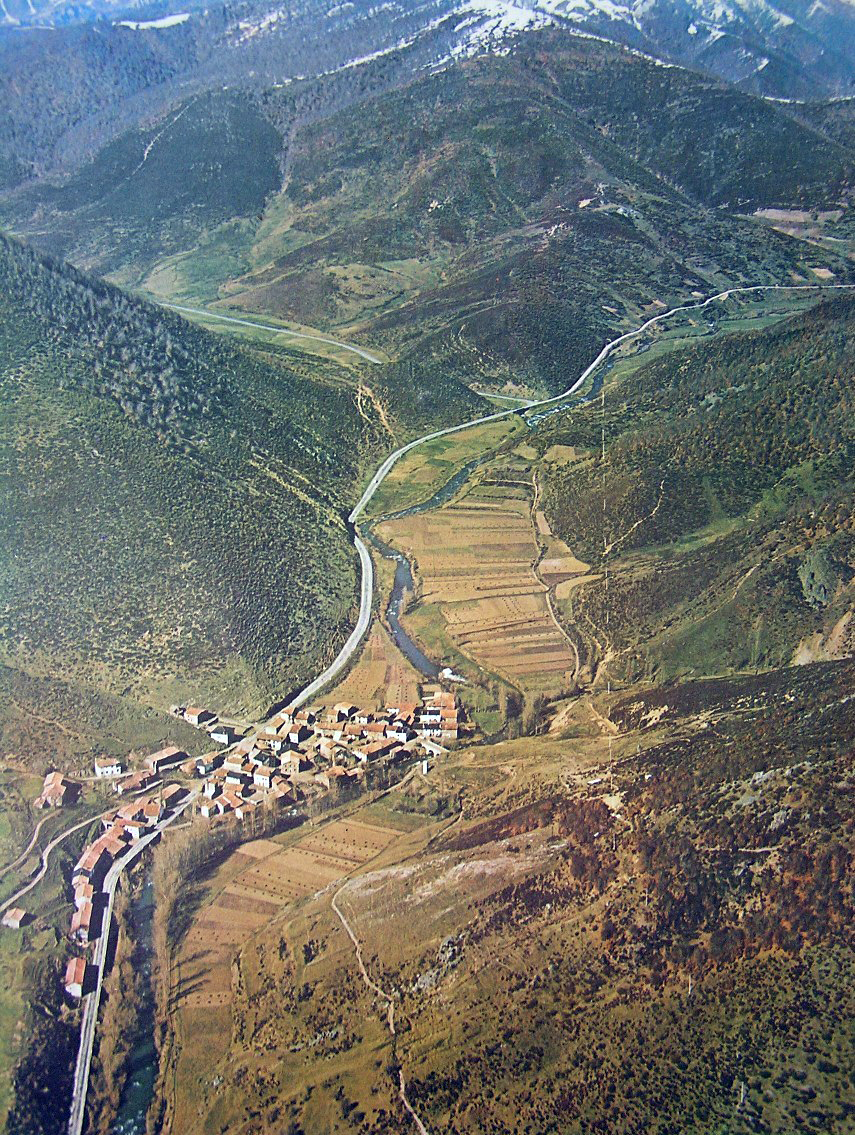
El tramo final del valle del Orza, con el pueblo de Vegacerneja. El Orza continua por el valle de la derecha; el de la izquierda es el del río Tuerto.

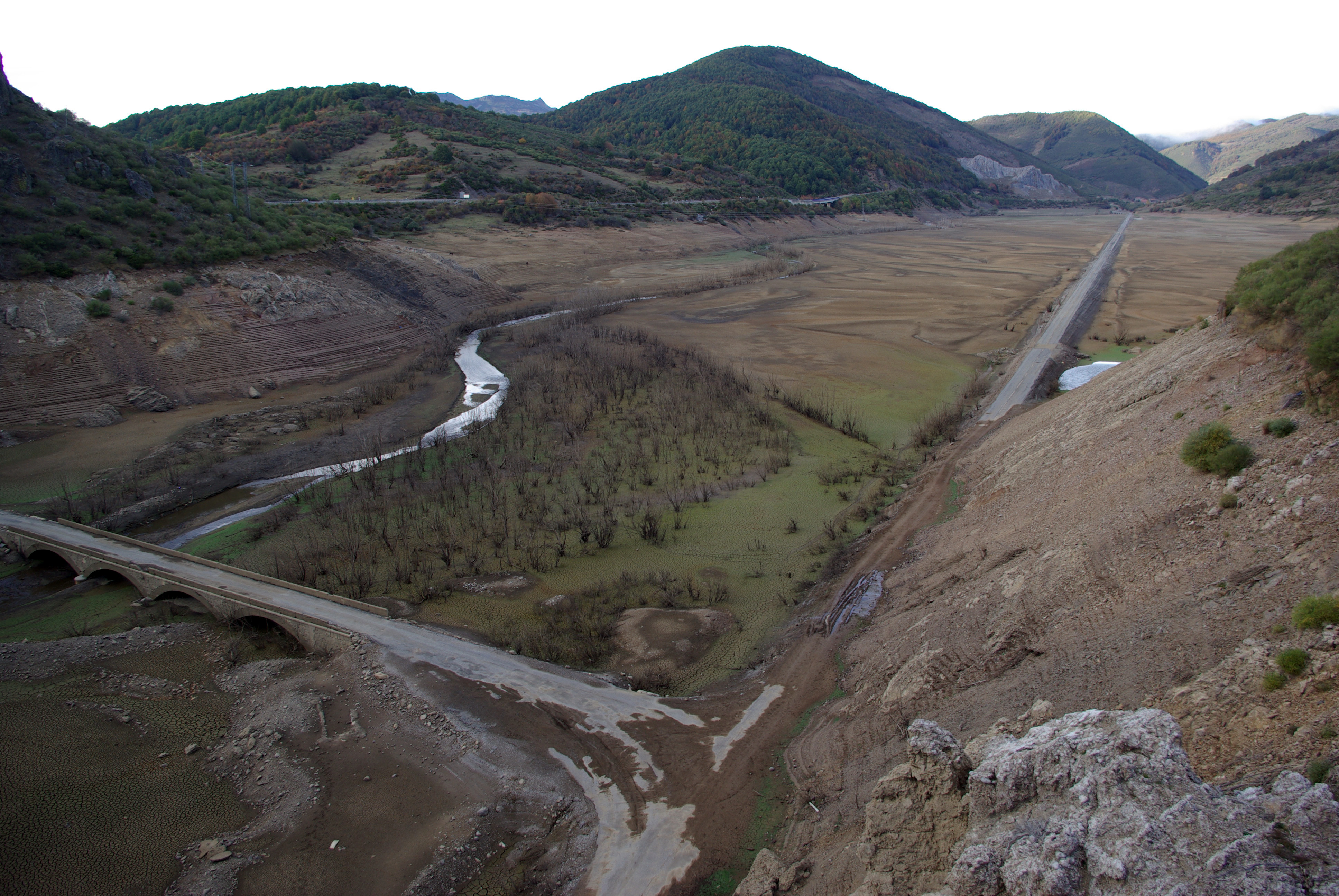
El tramo final del Orza que suele estar inundado. Se ven la antigua carretera y el puente ya abandonados. Al fondo, Vegacerneja

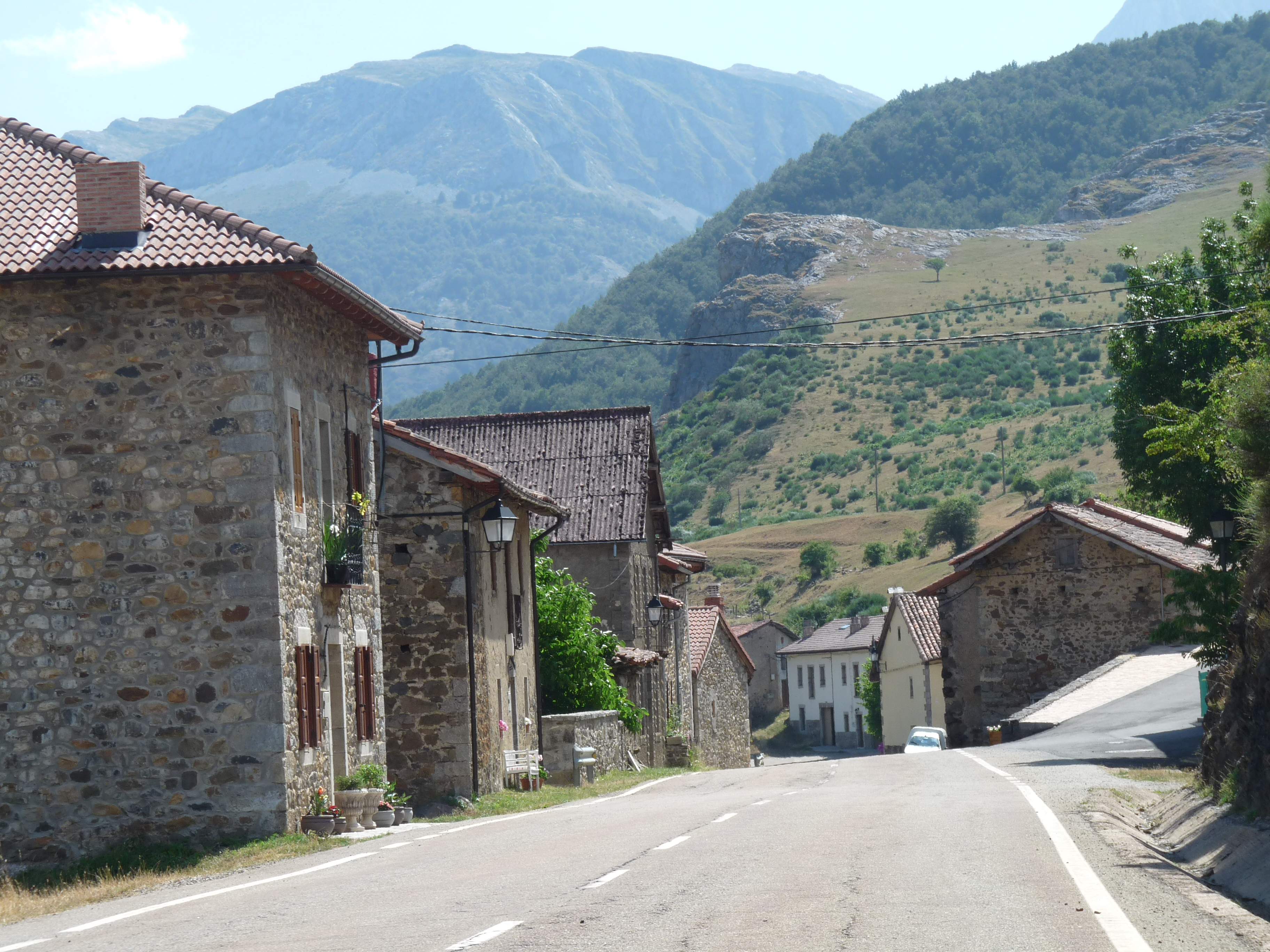
El pequeño pueblo de Vegacerneja, justo sobre la cola del embalse de Riaño donde desagua el Orza.

El río Orza nace en la vertiente meridional de la sierra de la Cebolleda, recogiendo pequeños arroyos que bajan de los picos Cerra del Montó y las Brañas. El cordal del Gabanceda, Gildar y Cebolleda cierra el valle del Orza por el norte, un telón que supera los 2000 m; por el oeste, el cierre es el impresionante acantilado calizo de El Calar de las Corcodas de Ceranzo. El Orza como tal nace de la confluencia de dos pequeños arroyos, el de la Requejada y el de la  Majada de los Cantos, cuyas fuentes están en ambos casos por encima de los 1800 m. El pequeño río se dirige primero al sur, y tras atravesar un corto tramo encajonado en La Cueña —foz del Orza—, cambia de sentido y se encamina al este, corriendo por el fondo de un valle más ancho, con buenas praderas. En este tramo recibe pequeños arroyos que van aumentando su cauce y caudal, como Yagos, Salceda y Las Canales. Pasa por el pequeño pueblo de  Casasuertes, levantado en su margen derecha, en la confluencia con el también pequeño río Cosoya y el arroyo Vallejo. 
Continua el Orza por el fondo de un estrecho valle boscoso, acompañado por la estrecha carretera LE-2713 (ramal de acceso a Casasuertes), recibiendo al río Misón y a los arroyos Reguero y Franisquera (siguiendo el Frannisquera aguas arriba, a menos de un kilómetro, esta otro pequeño pueblo, Cuénabres). El Orza vira hacia el suroeste, su valle se ensancha y pasa por las amplias praderas de Las Gabanzas, donde le aborda el Recillarón. Al poco el Orza se funde con el río Tuerto (de análogo cauce y caudal), en un valle por el que corre la N-625, la carretera nacional que tras unos 8,0 km llega al puerto del Pontón. El Orza acompaña a la carretera en este su tramo final en dirección sur, recibiendo los últimos aportes de los arroyos del Valle y Rempín, que le abordan justo al atravesar el pequeño pueblo de Vegacerneja, situado en una de las colas del embalse de Riaño, donde acaba desaguando el Orza, algo por debajo de los 1100 m de altitud. Antes de hacerse el embalse, el río alcanzaba el Esla, cuya confluencia ahora sumergida estaba a poco menos de 3,0 km. 
No llega nunca a secarse, aunque al final del verano está solo un poco por encima del límite ecológico que se considera peligroso rebasar. 
Su valle, según el geógrafo decimonónico Sebastián de Miñano, «es de excelente fertilidad, regado por muchos arroyos y fuentes, el cual produce mucho vino, trigo, centeno, maíz, garbanzos, lino y exquisitas frutas».